# Ekler Dezső
Ekler Dezső (Szombathely, 1953 –) magyar építész és formatervező.

## Életpályája
1971-ben érettségizett a szombathelyi Nagy Lajos Gimnázium matematika tagozatán.
Az építész diploma megszerzése után a BUVÁTI Tudományos Kutató Osztályán városszociológiával foglalkozott, majd néhány évig együtt dolgozott mesterével, Makovecz Imrével.
1991-ben önálló építészirodát nyitott. Tanított a Magyar Iparművészeti Főiskolán és a Budapesti Műszaki Egyetem Városépítési Tanszékén, egyetemi tanár a győri Széchenyi István Egyetemen.
2000-től 2012-es kilépéséig a Magyar Művészeti Akadémia tagja, nemzetközi és hazai elismerésként Piranesi-díjat (1989), Palladio-díjat (1991), Ybl-díjat (1994) és Príma-díjat (2003) kapott. 1999-ben DLA mesterdiplomát szerzett, 2005-ben habilitált.
Számos külföldi és hazai építészeti eseményen vett részt előadóként, illetve mutatta be munkáit csoportos és önálló kiállításokon, gyakran publikál hazai és külföldi folyóiratokban. Meghívott építészként részt vett az Alessi cég Tea and Coffee Towers projektjében (2000–2003). 2005-ben mokkás csészéket tervezett szériagyártásra Alberto Alessi felkérésére.

## Főbb művei

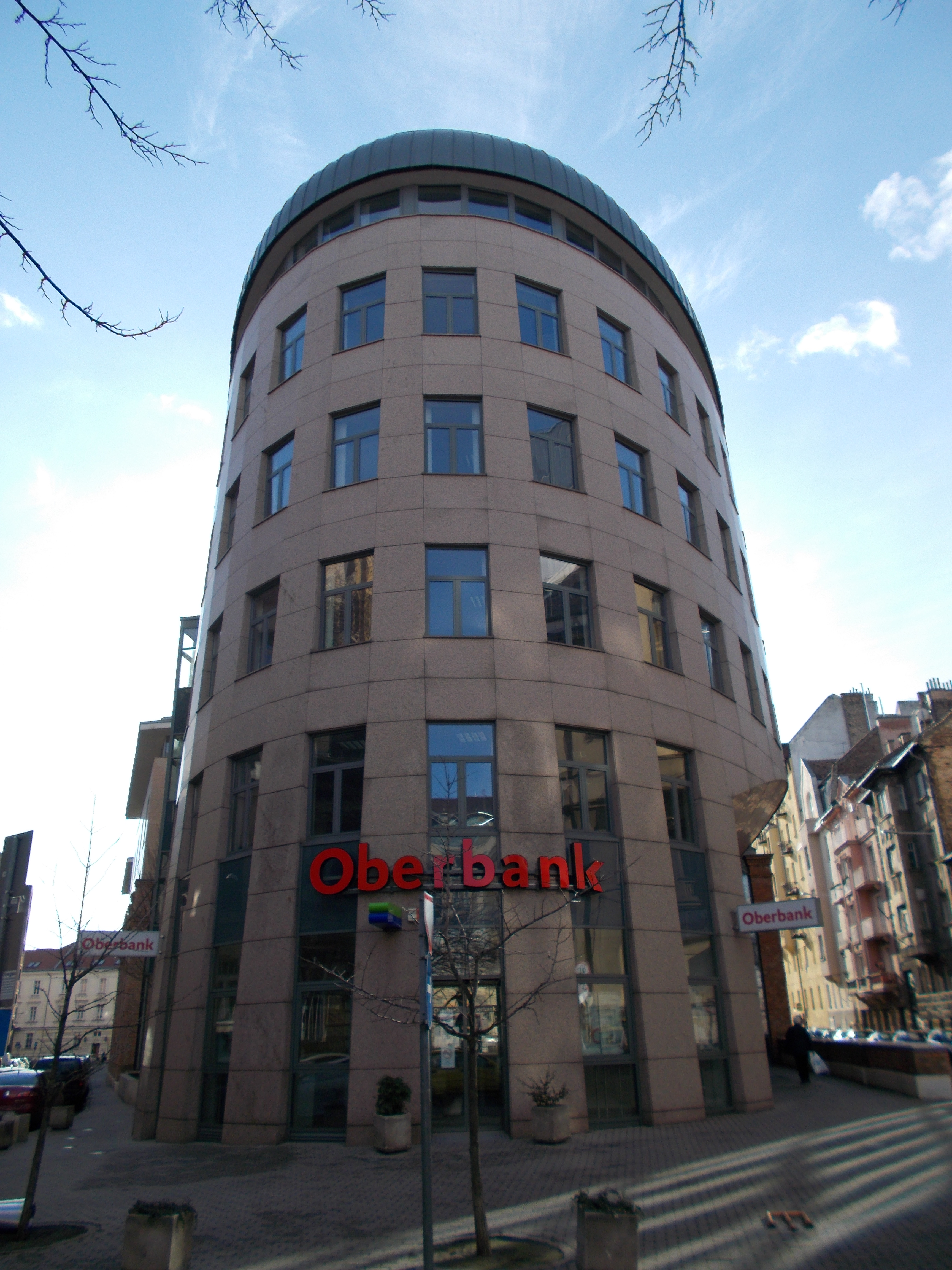
A budapesti Margit Palace irodaház

Leginkább ismert és legjelentősebb munkái például a Nagykálló Harangodi Népművészeti tábor (1986–91) és a Kaposvári Agrártudományi Egyetem (1988) épületei, a mezőzombori Disznókő Rt. (1993–95) és a HILLTOP Neszmély Rt. (1994) borászatai, a budapesti Margit Palace irodaház (1999), a budaörsi Terrapark irodaházai (2000–2001), a péceli általános iskola és a Goethe Intézet épülete (2002), a Krisztina Palace irodaház Budapesten (2005), valamint a Eszterháza Fogadóépület, Fertőd (2007).
Könyve Ember és háza címmel 2000-ben jelent meg.

## Könyvek
- Ember és háza; Budapest, 2000. Kijárat Kiadó, 160 p.
- Házak, 2000–2014; AD Reklámstúdió Kft., Budapest, 2014
- Tértörténetek. Válogatott írások; Kossuth Klub, Budapest, 2018

### Könyvrészletek
- Julius Natterer, Thomas Herzog, Michael Volz: Gebäude auf einem Campingplatz, Nagykálló, Ungarn (Architekten Dezső Ekler, Imre Makovecz) 1988, Holzbau Atlas Zwei, Institut für internationale Architektur-Dokumentation GmbH, München, 1991 (utánnyomás 1999.), p. 25.
- Francisco Asensio Cerver: World of Environmental design, Landscape of Recreation II (Amusement Parks), Barcelona, 1995., Nagykálló Cultural Camp, Dezső Ekler, pp. 224–231. 
Gerle János szerk., Makovecz Imre műhelye, Budapest 1996. Mundus Kiadó – Makovecz interjúk, tanulmányok, pp. 13., 26., 27., 111–115, 137-141., 184–191, 218-220., 274-283. L
- Götz Gutdeutsch: Building in Wood – Construction and Details Birkhäuser, Basel-Berlin-Boston, 1996., Lookout Tower and Reception Building, Nagykálló, pp. 72–77.
- Jeffrey Cook: Seeking Structure from Nature – The Organic Architecture of Hungary, Birkhäuser, Basel-Berlin-Boston, 1996., Recreation Facilities, Nagykálló, pp. 42–51.
- Edited by Frantisek Sedlacek: Award Winning Architecture, International Yearbook'96, Munich-New York, 1996. Prestel, Hungary – Dezső Ekler, pp. 120–123.
- Francisco Asensio Cerver: Houses of the world, Cologne, 2000. Könemann Verlagsgesellschaft mbH, Ekler House, pp. 938–943.
- Masayuki Fuchigami: EUROPE The Contemporary Architecture Guide Vol.3., Tokyo, 2001. Toto Shuppan, Winery in Mezőzombor, pp. 314–315.
- Klein Rudolf – Lampel Éva – Lampel Miklós: Kortárs magyar építészeti kalauz Budapest, 2001. Vertigo, Családi ház, Budakalász; Agrártudományi Egyetem; Borászok épülete, Mezőzombor; Lakóház, Szolnok, pp. 157., 209., 236., 257. 
Rudolf Klein – Éva Lampel – Miklós Lampel: Contemporary Architecture in Hungary, Budapest, 2002. Vertigo, 73 Family residence, 1994, Budakalász; 120 Agricultural College, 1989, Kaposvár; 145 Winery Building, 1995, Mezőzombor; 162 Apartment Building, 1995, Szolnok, p. 157., 209., 237., 257.
- Nagyítás az építészetben, Vázlatok az építészet jelentéstanához, in: Szerk. Kapitány Ágnes és Kapitány Gábor: „Jelbeszéd az életünk” 2., Budapest, 2002. Osiris Kiadó, pp. 249–266.
- Günther Feuerstein: Biomorphic Architecture, Stuttgart / London, 2002. Edition Axel Menges, pp. 102–103.
- Bojár Iván András és az Octogon Építészetkritikai Műhely: Téglaépítészet Magyarországon, Budapest, 2002. Vertigo Kiadó, Agrártudományi Egyetem, Kaposvár, Guba Sándor utca 40.; Lakóház, Szolnok, Sóház utca 1., pp. 30–32.
- Beke László, Gábor Eszter, Prakfalvi Endre, Sisa József, Szabó Júlia: Magyar Művészet 1800-tól napjainkig, Budapest, 2002. Corvina Kiadó, p. 290., p. 294., p. 296.
- Dezső Ekler: (tea and coffee set for Alessi), Tea & Coffee Towers, Milano, 2003. Electa, pp. 70–77.
- Natterer, Winter, Herzog, Schweizer, Volz: Holzbau Atlas, München, 2003. Institut für internationale Architektur – Dokumentation, Thomas Herzog: Vielfalt der Moderne, Gebaeude auf einem Campingplatz, Nagykálló, Architekten Dezső Ekler, Imre Makovecz, p. 273
- Szegő György, Haba Péter: 111 év – 111 híres ház. 150 magyar építész. Budapest, 2003. B+V Kft, pp. 206–207.
- Szerk. Lőrinczi Zsuzsanna: Építészeti Kalauz, Magyarország (vidéki) építészete a 20. században, Budapest, 2003. 6 Bt., Agrártudományi Egyetem, Kaposvár, 1989.; Disznókő borászat, Mezőzombor, 1995.; Kulturális tábor, Nagykálló, 1989.; Borászat, Neszmély, 1998.; p. 73., p. 86., p. 93., p. 94., p. 168., p. 170.
- Alessi 2004–2005, Catalogo Generale, FAO s.p.a. Crusinallo, 2004, Silver, Tea & Coffee Towers, Servizio da té e caffé composto da 5 pezzi, design Dezső Ekler, 2003, p. 283.
- Bojár Iván András: Közben. A magyar építészet 15 éve a rendszerváltástól az EU-ba lépésig 1989–2004. Octogon könyvek 4. pp. 6–33, 52-53.
- Ritoók Pál, Fehérvári Zoltán, Hajdú Virág, Prakfalvi Endre: Magyar Építészet sorozat, 6. könyv, A szecessziótól napjainkig, 2004. Kossuth Kiadó, p. 133., 136., 142., 156., 173.
- Marco Casamonti, Vincenzo Pavan: Cantine architetture 1990–2005, Domaine Disznókö Tokaj, Ungheria, 1993–1995, Milano, 2004. Federico Motta Editore, pp. 68–77.
- Wolfgang Ruske:Timber Construction for Trade, Industry, Administration, Wofgang Ruske: Winery in Mezőzombor/ Hungary/Organic, Basel, Boston, Berlin, 2004. Birkhäuser-Publishers for Architecture pp. 114–117.
- Ekler Dezső: Térrablás és mozgósítottság (A nagyvárosok hatása a lélekre) in: Életminőség – Holisztikus szemlélettel Nádasdy Akadémia Szimpóziumok 2005-ben, Budapest, 2005. Nádasdy Alapítvány, pp. 24–29.
- Dezső Ekler: Essay in the catalogue of the exhibition in Vác, 1983, p. 14., p. 19., p. 22., Eurythmy – Excerpt from an interview with Dezső Ekler in: " Makovecz Imre", Bercsényi 28-30, 1981, pp.  28–29, The Importance of Symmetry – Excerpt from an interview with Dezső Ekler in: " Makovecz Imre", Bercsényi 28-30 , 1981, pp.  32–33, Selected Bibliography, p. 252., in : Architecture as philosophy – The Work of Imre Makovecz, Edition Axel Menges, Stuttgart/London, 2005
- Schneller István: Az építészeti tér minőségi dimenziói, Ekler Dezső építészete – kiállítása a N&N Galériában. Budapest, 2005. Terc Kft, pp. 197–200.
- Bakonyi Gyöngyi és Angyalffy Péter: Nagy Design Könyv „Tea&Coffee Towers” Tervező: Ekler Dezső, Gyártó: Alessi, Budapest, 2005. Perla Press, p. 383.
- Petrik Adrien: Asszony és Háza, Budapest, 2005. Sanoma Budapest Kiadó Rt., p. 68.
- Officina Alessi 2006, Catalogo, FAO s.p.a. Crusinallo, 2006., Silver, Tea & Coffee Towers, Servizio da té e caffé in argento, design Dezső Ekler, 2003, p. 214., p. 262.
- Csontos Györgyi, Csontos János: Tizenkét kőmíves, Budapest, 2006. Terc Kft., Ekler Dezső, Janáky István pp. 61–77.
- Sean Stanwick and Loraine Fowhows: Wine by Design, West Sussex, 2006. Wiley-Academy, John Wiley & Sons Ltd., Disznókő – Ekler Architect, pp. 70–77Szerk:: Miszlivetz Ferenc: Találjuk Ki…! –Tanulmányok
- Hankiss Elemér tiszteletére, Budapest – Szombathely, 2008., Politikai Tudományok Intézete, Savaria University Press, Ekler Dezső, Térrablás és mozgósítottság: a nagyvárosok hatása a lélekre, pp. 21. Beke László,
- Gábor Eszter, Prakfalvi Endre, Sisa József, Szabó Júlia: Magyar Művészet 1800-tól napjainkig, Budapest, 2002. Corvina Kiadó, p. 290., p. 294., p. 296.
- Vadas József: Modern és posztmodern, Budapest, 2006. Geopen Könyvkiadó, p. 201.
- Szerk: Galántai György, Klaniczay Júlia: In the Spirit of Marcel Duchamp, Artpool, Budapest,2007, pp. 42–43.
- Peter Weiβ: Tea & coffe, Piazza & Tower,Museum Alessi, Dezső Ekler, pp. 92-95.
- Lucense, Pietro Carlo Pellgrini: CITTA SOTTILI, Luoghi e Progetti di Cartone, Lucca 2001/2007, p. 14.

### Fontosabb folyóiratcikkek
- Camping de Nagykálló, Techniques and Architecture, Regirex-France, Paris, 1991/3., p. 36.
- Kiyo Matsumoto: Hungarian Organic Architecture, Cultural Camp, Nagykálló, World Interior Design (WIND), Shotenkenchiku, Tokyo, 1993. pp. 20–24.
- Írások és épületek, Országépítő, 1994/2., Budapest 1994. pp. 2–41. L
- Építészeten innen, építészeten túl – Makovecz Imre tereiről (1986) pp. 8–12. 
Architecture here and beyond – On the spaces of Imre Makovecz, 6 oldal, www.sze.hu, vagy közvetlenül www.heja.szif.hu/ARC honlapon 
Noé bárkája – Gerle János interjúja (1994) pp. 17–29. 
EXPO'96 Budapest, tervek (1994) pp. 30–33. 
Madách út vagy szerves városfejlődés (1991) pp. 34–41.
- Ekler D.- Monory M. A.- Tillmann J. A.: Ezredvégi beszélgetés Ekler Dezső építésszel, 2000 Irodalmi és társadalmi havi lap, 1995/10., Budapest 1995. pp. 11–15.L 
(fellelhető még: www.c3.hu/~bocs/eletharm/ezred/ezred15.htm, kereshető például Google.com programmal, kulcsszavak: Ekler + Dezső)
- Szegő György: Épületek, bárkák, Magyar Hírlap, Budapest 1995. szeptember 16. p. 13.
- Fal, Országépítő, 96/1., Budapest 1996. pp. 47–50. L
- Alessandro Massarente: Centro ricreativo Téka – Nagykálló, Ungheria, Area, Milano, 1997. március-április, pp. 38–47.
- Winery in Mezőzombor, Domus804, Milano, Maggio 1998., pp. 52–57. L
- Regeln des Stadtwachstums, Werk, Bauen+Wohnen, Zürich, Oktober 1998, p. 10-21. L
- Hegyalja európai építészete, Hegyalja, Szerencs, 1998. május 29. p. 3. L
- Lovas Cecília: Az árnyékok építészete – Borászat Mezőzomboron, Atrium, Budapest 1998/3., pp. 42–51.
- Propos recueillis par Tamás Lipp et Katalin Szikora, Un architecte face á la catastrophe, Courrier International, Paris, 24-30 juin 1999., No 451., p. 47. L
- Alessandro Massarente: Dezső Ekler – Casa dell’architetto, Budakalász, Budapest, Costruire in Laterizio, 1999/69. Architettura organica ungherese, Faenza, pp. 22–27.
- Ekler Dezső képeslap sorozata, Képes Levelezőlap, a képes levelezőlap-gyűjtők egyesületének kiadványa, 1999. június XII. évf 6. szám
- Stefano Casciani: Next object, DOMUS, 2002, 851. September, pp. 54–63.
- „A nyugatosodás felkészületlenül ért bennünket”, Ekler Dezső építésszel Bojár Iván András beszélget, Octogon Architecture & Design, 2002/5., pp. 129–131.
- Ekler Dezső az új Alessi-project résztvevőjeként a világ élvonalában, Alaprajz, 9. évf., 2002. szeptember, pp. 10–11.
- Edwin Heathcote: Bold new vintage of ’chateau’ buildings, Financial Times, 2003, Tuesday August 12., p. 13.
- Ciciztetés nagyítással, Alaprajz 2003/3., 2003. április, p. 29.
- Mirko Zardini: The Architecture of Wineries, DOMUS, 2004. February, pp. 42–43.
- Edwin Heathcote: National identity, Hungarian Architecture: Modernist & Organic, The Architects’ Journal, 19/02/04, p. 52.
- Budapest: terek nélkül, Ekler Dezsővel beszélget Rádai Eszter, Mozgó Világ, 2004/11, pp. 9–14.
- „A városépítésnek egyetlen akadálya a város maga”, Interjú Ekler Dezsővel, Mozgó Világ, 2004/11, pp. 19–24.
- Meggyesi Tamás: Építészet és design, Ekler Dezső kiállítása a Vízivárosi Galériában, 2004. május 6-28., Magyar Építőművészet, 2004/3, pp. 56–57.
- Space Looting and Modilization: the Effect of the Big City on the Soul, Central European Political Science Review, Fall-Winter, 2005, Vol. 6. No. 21-22, pp. 118–123.
- Térrablás és mozgósítottság, A nagyvárosok hatása a lélekre, UTÓIRAT POST SCRIPTUM, a Régi-új Magyar Építőművészet melléklete 2005/5 V. évf. 28, pp. 40-45.
- Antivárosok világa, Ekler Dezsővel beszélget Rádai Eszter Terekről és a tér hiányáról, Mozgó Világ, 2006/3., pp. 16-22.
- Valentina Croci: Hungary: The Organic and the Rational Traditions, Architectural Design, Volume 2006. May/June, p. 35, p. 38.
- Vargha Mihály: Építmény egy családnak, Élet és Irodalom, Budapest, 2007. március 16. p. 30.
- Metamorfózis, Családi ház-növényi metafora nyomán, Magyar Építőművészet, Budapest 2007/4 pp. 23–25.
- Ekler virágai – EKLER DEZSŐ Építésszel Szépvölgyi Viktória beszélgetett – OCTOGON Architecture & Design, 2008/1. szám, pp. 90-92.
- Szemere Pál Általános Iskola – Pécel, Magyar Építőipar, 2008. LVIII. Évfolyam 1. szám, pp. 2-5.
- Tanács István: Komolyan vettük a hagyományokat – Interjú Ekler Dezsővel, Európai Házak / Koszó József, 2008 nyár, III. évfolyam 2. szám, pp. 38-41.
- Szépvölgyi Viktória: Hét, mint a… – A Szemere Pál Általános Iskola új épülete Pécelen, Ekler Dezsővel való beszélgetés alapján – OCTOGON Architecture & Design, 2008/2. szám, pp. 65-68.
- Torma Tamás: A „Titanik”, Népszabadság, LXVI. Évfolyam, 63/2. szám, Budapest, 2008. március 14.. p. 9.
- Simon Mariann: A Sokszögletű Kerek Erdőben – Szemere Pál Általános Iskola, Pécel-, RÉGI-ÚJ Magyar Építőművészet. A Magyar Építőművészek Szövetségének kulturális folyóirata, 2008/1, Budapest, 2008. március, pp. 20-24.
- Wesselényi-Garay Andor: Tetőlufi – Társasház, Buda, Ekler Dezsővel kapcsolatos beszélgetés alapján – Alaprajz 2008/4. szám 15. évfolyam július-augusztus, pp. 28-31.
- Mi történt a Gozsduban, Régi –Új Magyar Építőművészet 2008/6. p. 21-24. o.
- Szépvölgyi Viktória: ORGANIKUS MODERN, H.O.M.E. 2009/01-02. szám pp. 124–126.
- Makovecz történetei. ORSZÁGÉPÍTŐ 23: 2012 (3), pp. 58–71; angol nyelven: Dezső Ekler: Stories by Makovecz. On reading his architecture. IN: Imre Makovecz 1935-2011. Országépítő speciel edition. p. 28-40.
- Az elfelejtett övezet, ÉPÍTÉSZ KÖZLÖNY MŰHELY 228: 2013 (6) pp. 18–24.
- Budapestet a múltjából kell megérteni, ÉPÍTÉSZ KÖZLÖNY MŰHELY 227: 2013 (4) pp. 26–29.
- Somló Winery Complex. Ekler Architect. IIN: Archiworld. Design&Detail. 213. Special Housing., 2013. p. 56-67.
- Budapestet a múltjból kell megérteni. Másképpen szemlékve a várost és a társadalmat – 1. rész IN: Építész Közlöny Műhely 2013/04 Magyar Építész Kamara, p. 26-29.
- A formák nyelve és a város, ÉPÍTÉSZFÓRUM 2014(11) p. 20. 6 p.

## Fontosabb kiállításai
- Magyar Organikus Építészet kiállítás, Velencei Építészeti Biennálé, 1991.
- Andrea Palladio díjasok kiállítása, Vicenza, 1991.
- „Organic Architecture from Hungary” kiállítás, Koppenhága, Danish Centre for Architecture – Gammel Dok, 1996. november
- „City of Towers”, velencei biennále, 8. Nemzetközi Építészeti Kiállítás 2002. Velence, Alessi ezüst teáskészlet project kiállítása
- Organic Architecture – Pioneers, development and perspectives, Beurs van Berlage Museum (Amsterdam, 2003. április 5–június 29.)
- Alessi ’Tea & Coffee Towers’ ezüst teáskészlet project kiállítás-körút (2003–2004)
Milánói Triennálé, (Milánó, 2003. április 8 – május 4.), Boutique Alessi, (Párizs, 2003. május), Groninger Museum (Groningen, 2003. június 6 – szeptember 14.), Max Protetch Gallery (New York, 2003. május 8 – június 28.), Dansk Architecture Centre (Koppenhága, 2003. október – 2004. január), Wexner Center for the Arts (Columbus, Ohio, USA, 2004. január-február), Gent Design Museum (Gent, 2004. március 20 – június 6.), Sir John Soane’s Museum (London, 2004. szeptember 16–december 4.)
- „Hungarian architecture today: Modernist and organic”, Magyar Magic, RIBA (Royal Institute of British Architects), London, 2004. február 5-26.
- „Építészet és design”, Ekler Dezső kiállítása a Vízivárosi Galériában, Budapest, 2004. május 6-28.
- „Gondolat-vonal-rajz”, A Magyar Művészeti Akadémia és a Széchenyi Irodalmi és Művészeti Akadémia tagjainak kiállítása, Pécsi Kisgaléria, 2004. november 2-28., Miskolci Galéria Városi Művészeti Múzeum, 2004. december 16 – 2005. január 15., Aulich Art Galéria, Budapest, 2006. szeptember 4-29.
- Ekler Dezső, Pályaív, N&n Galéria, Budapest, 2005. január 15-31.
- Ekler Dezső kiállítása, Gödöllői Új Művészet Közalapítvány, Gödöllői Iparművészeti Műhely, Gödöllő, 2005. február–április
- Ekler Dezső kiállítása, Művészetek Háza, Szombathely, 2006. október 20-ától november 2-áig
- Életmű-kiállítás, Eger, 2013. szeptember 17. – december 31.[2]
- NAGYÍTÁSOK-60 HÁZ – Életmű-kiállítás, FUGA – Budapesti Építészeti Központ, 2014.02.27-2014.03.23.
- Építészet és Bor Közép-Európában, FUGA – Budapesti Építészeti Központ, 2014.05.29-2014.06.17.
- Nagyítások – Ekler Dezső kiállítása, Kőszeg, Jurisics vár lovagterme, 2014.05.30 – 2014.06.27.
- Kávé a szalonban – Porcelánok a Merényi-gyűjteményből, Műcsarnok Kamaraterem, 2017.06.21.-2017.09.03.

## Válogatott építészeti munkái, 1982–2016
- 2 B-ház, Tokaj 1982 *
- 5 Könyvtár, Dombegyház 1983 (Nagy Tamással)
- 11 Faluház, Győrvár 1985
- 16 Kulturális tábor Tánccsűr, Nagykálló 1986
- 20 Kulturális tábor Étkező, Nagykálló 1987
- 21 Kulturális tábor Fürdő, Nagykálló 1987
- 27 Egyetem oktatási épülete, Kaposvár 1988
- 28 Kulturális tábor Kilátótorony, Nagykálló 1988
- 32 P-ház, Leányfalu 1988
- 33 H-M-ház, Horány 1988
- 38 Egyetem tanügyi épület bővítése, Kaposvár 1988
- 39 Kulturális tábor Fogadó épület, Nagykálló 1989
- 40 Egyetemi lovarda, Kaposvár 1989 (Vincze Lászlóval) *
- 46 Cs-ház, Hódmezővásárhely 1989
- 52 Egyetemi kollégium bővítése, Kaposvár 1990
- 61 Református imaterem, Pécel 1991
- 64 Kulturális tábor Nemezelő, Nagykálló 1991
- 77 K-ház, Vönöck 1992 *
- 81 Disznókő Rt. Borászat, Mezőzombor 1993-95
- 91 E-ház, Budakalász 1993
- 98 Irodaház, Dunaújváros 1994
- 99 HILLTOP Rt. Borászat, Neszmély 1994-96
- 101 EXPO’96 Skanzen, Budapest 1994 *
- 102 EXPO’96 Balatonfelvidéki ház, Budapest 1994 *
- 107 K-S-R-ház, Budapest 1994
- 110 Sarokház, Szolnok 1995
- 119 Országkép-park, Pusztavacs 1996 *
- 150 Présház bővítése, C.O.S. Kft., Mád 1998
- 162 Főtér Várostorony rekonstrukciója, Szombathely 1999 *
- 168 Európai Dokumentációs Központ, Szombathely 1999
- 170 T-ház, Nyíregyháza 1999
- 174 Margit Palace irodaház, Budapest II. ker. 1999
- 178 Terrapark B-jelű tömb irodaház, Budaörs 2000
- 179 Apartman házak, Siófok 2000
- 180 Nemzeti Színház áttervezési tervpályázat, Budapest 2000
- 187 Terrapark E-jelű tömb irodaház, Budaörs 2000 *
- 202 Parkolóház, Budapest IX. ker. 2001 *
- 209 Terrapark C-jelű tömb irodaház, Budaörs 2001
- 212 Szemere Pál Általános Iskola, Pécel 2001
- 214 Alessi “Tea & Coffee Tower 2000” ezüst készlet, 2001–2003
- 219 Tiszti szálló és garzonlakások, Budapest 2001
- 220 Goethe Intézet épülete, Budapest IX. ker. 2002
- 221 Batthyányi Kastély felújítása, Ikervár 2002
- 222 107 lakásos társasház, Terrapark I-jelű tömb, Budaörs 2002
- 227 155 lakásos társasház, Terrapark H-jelű tömb, Budaörs 2003
- 230 L-ház, Szentendre 2003
- 231 Borászat bővítése, Somló 2003
- 234 313 lakásos üdülő épületek, Siófok Ezüstpart 2003
- 235 Alessi mokkás készlet, 2003–2007
- 236 Gördülő könyvszekrény és komód akrilból és fából, 2003 *
- 242 BDF Könyvtár, Szombathely 2004 (tervpályázat) *
- 245 Pentaplaza, Dunaújváros 2004 (vázlatterv) *
- 258 7 lakásos társasház, Budapest XII. ker. 2005
- 265 Terrapark F-jelű tömb irodaház, Budaörs 2005 (vázlatterv)
- 266 Krisztina Palace irodaház, Budapest XII. ker. 2005
- 267 Buda-Cash irodaház rekonstrukciója, Budapest XI. ker. 2005
- 270 ’56-os emlékmű, Budapest 2005 *
- 273 Szent Ilona Borászat, Somló 2005
- 276 La Costa – üdülőegyüttes, Budapest III. ker. 2006
- 278 Lasselsberger irodaház, Budaörs 2006
- 279 Hotel Board, Murau, Ausztria 2006
- 284 Eszterháza Fogadóépület, Fertőd 2007
- 290 VIP lakópark, Siófok, 2008
- 295 Szőlőskert Hotel, Badacsony,2008
- 296 Park Inn Hotel, Zalakaros, 2008
- 298 Sz-ház, Szolnok, 2008
- 299 Szállásépületek, Somló, 2008
- 300 Recepció és Foglalkoztató, Népművészeti tábor, Nagykálló, 2008
- 302 Esterházy-kastély Látogatóközpont, Fertőd, 2009
- 303 Pezsgőérlelő, Somló, 2009
- 305 Szociális blokk, Népművészeti tábor, Nagykálló, 2009
- 306 Somló Spirit Pálinkafőzde, Somló, 2009
- 312 Szivárvány társasház, Budakalász, 2010
- 314 HF-házak, Nyíregyháza, 2010
- 319 Somló Szálláshely, Somlóvásárhely, 2012
- 320 Pécsinger Borászat, Győrújbarát, 2013
- 340 Etheles Park , 2 lakásos lakóház, Budakeszi, 2017*
- 341 Felsőbbfokú Tanulmányok Intézete, Kőszeg, 2015*
- 343 9 lakásos társasház, Budapest, Zugló, 2016

* nem épült meg